# Felsőegerszeg
Felsőegerszeg é um município da Hungria, situado no condado de Baranya. Tem 4,84 km² de área e sua população em 2019 foi estimada em 116 habitantes.